# Michel Sapin
Pour l’article ayant un titre homophone, voir Michel Sappin.
Michel Sapin, né le 9 avril 1952 à Boulogne-Billancourt (Seine), est un haut fonctionnaire et homme politique français.
Membre du Parti socialiste depuis 1975, il est élu député de l'Indre en 1981, puis des Hauts-de-Seine en 1986, avant de retrouver son mandat parlementaire pour l'Indre en 2007. Il est également maire d'Argenton-sur-Creuse entre 1995 et 2012, et président du conseil régional du Centre entre 1998 et 2007.
Sous la présidence de François Mitterrand, il est ministre délégué auprès du ministre de la Justice de 1991 à 1992, puis ministre de l'Économie et des Finances jusqu'en 1993 ; il fait notamment voter la loi dite « Sapin » sur la corruption. Lors de la troisième cohabitation, il est ministre de la Fonction publique et de la Réforme de l'État de 2000 à 2002.
Sous la présidence de François Hollande, il est successivement ministre du Travail, de l'Emploi, de la Formation professionnelle et du Dialogue social (2012-2014), ministre des Finances et des Comptes publics (2014-2016) et ministre de l'Économie et des Finances (2016-2017). Il porte la loi « Sapin 2 » visant une nouvelle fois à lutter contre la corruption.

## Situation personnelle

### Jeunesse et études
Michel Sapin a des origines familiales dans le Berry,. Il est le fils unique de Claude Sapin, cadre supérieur et ingénieur de formation, de sensibilité de droite, et de Claude Garteiser, mère au foyer,, de sensibilité de gauche. Son arrière-grand-père et son grand-père étaient également ingénieurs.
Enfant de chœur dans son enfance, il est depuis agnostique.
Élève du lycée Henri-IV, Michel Sapin milite au sein des Comités d'action lycéens, groupe d'ultra gauche animé par le trotskyste Maurice Najman. Il entre à l'École normale supérieure en 1974, dans la section lettres, et obtient une licence d'histoire et un DEA de géographie. Il envisage d'intégrer l'École française de Rome pour étudier les monnaies antiques, étant depuis sa jeunesse numismate.
En 1975, il est diplômé de l'Institut d'études politiques de Paris (section « Service public »).
En 1978, il intègre la promotion Voltaire de l'École nationale d'administration (ENA), où il rencontre François Hollande, Ségolène Royal, Dominique de Villepin, Renaud Donnedieu de Vabres, Henri de Castries, Jean-Pierre Jouyet, Pierre Mongin et Pierre-René Lemas. Il termine 31e de sa promotion (voie administration générale).
À sa sortie de l'ENA, il est affecté au tribunal administratif de Paris.

### Vie privée
Divorcé de Yolande Millan, épousée le 29 octobre 1982, Michel Sapin a trois enfants : Laurian, Clément, et François.
En décembre 2011, Michel Sapin s'est marié, en deuxièmes noces, avec Valérie Scharre, dite Valérie de Senneville, journaliste au quotidien Les Échos, divorcée de Benoît Denis de Senneville, diplômée de l'IEP de Paris et ancienne juriste d'entreprise chez Goodyear et Seat. François Hollande, alors député la 1re circonscription de la Corrèze et président du conseil général de ce même département, est son témoin de mariage.

## Parcours politique

### Premiers mandats de député (1975-1991)
Michel Sapin adhère au PS en 1975 sur la ligne réformiste, nouvelle gauche de Michel Rocard.
Lors des élections législatives de 1981, il est élu député de la première circonscription de l'Indre après sa victoire au deuxième tour contre Michel Aurillac, député sortant RPR avec 29 013 voix (54,18 %) contre 23 919. Il est secrétaire, de 1983 à 1984 puis vice-président, de 1984 à 1985 de l’Assemblée nationale.
Il est ensuite élu député des Hauts-de-Seine en 1986, (réélu le 12 juin 1988) dans la quatrième circonscription avec 21 160 voix (54,97 %) contre 17 328 à Christian Dupuy, maire RPR de Suresnes. De 1988 à 1991, il est président de la commission des lois.

### Ministre délégué à la Justice dans le gouvernement Cresson (1991-1992)
Michel Sapin quitte son mandat de député de Nanterre en 1991 pour devenir ministre délégué chargé de la Justice.
À ce poste, il promeut la loi qui autorise les parents à choisir librement le prénom de leur enfant, à la seule condition que celui-ci ne soit pas contraire à son intérêt.

### Ministre de l'Économie dans le gouvernement Bérégovoy (1992-1993)
Il est ensuite ministre de l'Économie et des Finances entre 1992 et 1993. De son passage à cette fonction, il laisse une loi dite « loi Sapin », promulguée en janvier 1993, luttant contre la corruption : les plafonds de dépense des candidats sont diminués, les moyens d'enquête sur les malversations renforcés, la transparence des comptes des partis accentuée, la corruption en matière de commande publique est combattue. La loi Sapin a notamment transformé les règles économiques du marché publicitaire, régissant de façon très stricte les relations entre annonceurs, agences et médias et bouleversant le modèle d'entreprise des agences de publicité qui, jusque-là, se rémunéraient partiellement grâce à des marges inconnues des annonceurs et rétrocédées par les médias.
En 1993, son cabinet « incite » François Heilbronner, président de Gan Assurances, au rachat de l'Union industrielle de crédit (UIC), une filiale immobilière du Crédit industriel et commercial (CIC) ayant fait de nombreux investissements hasardeux. En 1995, Gan doit annoncer des pertes significatives de 5,3 milliards de francs dues en grande partie à ce rachat, les pertes étant finalement payées par le contribuable français.
Michel Sapin fait l'objet d'une enquête pour « complicité de répartition de dividendes fictifs » par les magistrats Jean-Pierre Zanoto et Philippe Courroye, chargés de l'instruction sur le volet financier de l'affaire du Crédit lyonnais, banque publique alors sous sa tutelle quand il était ministre de l'Économie,. Ces juges saisirent la Cour de justice de la République, juridiction d'exception du droit français créée en 1993 compétente pour connaître des crimes ou délits commis par tout membre du gouvernement dans l’exercice de ses fonctions,,. Par un jugement du 18 juin 2003, Michel Sapin bénéficie d'un non-lieu.

### Député, mandats locaux et ministre du gouvernement Jospin (1993-2012)
Il est éliminé au premier tour lors des élections législatives du 21 mars 1993.
Il est membre du Conseil de la Politique Monétaire de la Banque de France de juin 1994 à juin 1995.
Élu maire d'Argenton-sur-Creuse en 1995, il reste en poste jusqu'en 2001, avant de le réintégrer de 2002 à 2004, puis de 2007 à 2012. Il est président de la communauté de communes du pays d'Argenton-sur-Creuse de 1995 à 2012.
Il prend la présidence du conseil régional du Centre le 6 avril 1998, élu à la majorité relative à la suite de la démission forcée de Bernard Harang qui avait été élu avec les voix du Front national, jusqu'en avril 2000. Il redevient président de la région en avril 2004 puis démissionne de cette présidence pour cause de cumul de mandats, à la suite de son élection comme député de l'Indre, en 2007.
De 2000 à 2002, il est ministre de la Fonction publique et de la Réforme de l'État, pendant la troisième cohabitation.
Il soutient la candidature de Ségolène Royal à l'investiture du PS pour l'élection présidentielle de 2007. Le 15 février 2007, à la suite de la démission d'Éric Besson, qui contestait la campagne de Ségolène Royal, il succède à celui-ci au poste de secrétaire national du PS chargé de l'économie.
Il se représente à la députation en 2007 dans la première circonscription de l'Indre, et gagne avec 17 175 voix (50,55 %), contre 16 801 voix, face au député sortant Jean-Yves Hugon (UMP).

### Ministre sous François Hollande (2012-2017)
En novembre 2011, François Hollande, candidat PS à l'élection présidentielle, en fait un élément clef de son équipe de campagne en le nommant chargé du projet présidentiel.
Ministre du Travail à partir de 2012, il lance les contrats de génération et emplois d’avenir promis par le candidat Hollande. Il a à son actif l'organisation de deux conférences sociales et d'un accord sur la sécurisation de l'emploi, offrant une meilleure complémentaire santé et couverture chômage, taxant légèrement les contrats courts et modifiant les plans de sauvegarde de l'emploi pour plus de dialogue entre direction et patronat et moins de contestation en justice. Cet accord obtenu entre syndicats et patronat marque selon Le Monde, tout comme l'accord du 14 décembre 2013 renforçant les droits à la formation professionnelle, une avancée dans le dialogue social, méthode revendiquée par François Hollande. Il porte également les réformes reportées par ses prédécesseurs du financement des syndicats et de la représentativité patronale. S'il réussit à concrétiser la promesse présidentielle de l'inversion de la courbe du chômage fin 2013, il ne parvient cependant pas à confirmer cette inversion dans la durée avant la mi-2016, date à partir de laquelle le chômage a diminué en France.
Il réforme l'Inspection du travail. Sa réforme, appelée réforme pour un « ministère fort » a une double ambition : ouvrir la possibilité de sanctions administratives lors d'infractions au code du travail et augmenter la pression hiérarchique sur les agents de contrôle de l'Inspection du travail. Il arrive à convaincre certains syndicats du bien-fondé de sa réforme notamment par la promesse d'un passage en grade automatique des contrôleurs du travail en inspecteurs du travail néanmoins la menace de la perte de l'indépendance de l'inspection du travail par l'introduction de responsables d'unité territoriale nommés par la hiérarchie pour piloter les inspecteurs du travail lui vaut le refus de la grande majorité des syndicats (CGT, SNU, FO et SUD). Malgré l'échec du dialogue social, il tente d'abord de l'introduire au sein de la loi sur la formation professionnelle. Il subit un nouvel échec au Sénat le 20 février 2014, 201 sénateurs votent contre cette disposition estimant notamment tout à la fois qu'il s'agit d'un cavalier législatif et que l'indépendance de l'Inspection du travail est réellement menacée par l'introduction dans la ligne hiérarchique des responsables d'unité territoriale. Michel Sapin passe, alors, en force en passant le même texte sous forme de décret publié au JO le 21 mars 2014, prétextant qu'il ne s'agit que d'une simple organisation des services.
En mai 2014, il publie un livre pour raconter son expérience de ministre du travail. Au mois d'octobre de la même année, il s'en était vendu près de quatre cents exemplaires.
Le 2 avril 2014, il est nommé au sein du gouvernement de Manuel Valls à la tête d'un ministère inédit, couvrant les Finances et les Comptes publics.
Au sujet de son rôle dans la crise de la dette publique grecque en 2015, quand le gouvernement d'Alexis Tsipras demande une renégociation, l'ancien ministre des Finances Yánis Varoufákis explique au Journal du Dimanche : « À l'intérieur des sommets européens, […] j'ai senti que le gouvernement français n'avait pas l'autorité nécessaire pour défendre ou même présenter son point de vue et faire en sorte qu'il compte dans le processus des négociations. Le fait qu'une position française différente ne soit jamais assumée a provoqué chez moi une grande tristesse ». Les relations se sont depuis sensiblement améliorées entre les deux pays, avec notamment la signature d'un protocole d’assistance technique entre la France et la Grèce pour la mise en œuvre de réformes de l’administration, de la fiscalité et de la gestion des actifs de l’État, sous la houlette de Michel Sapin et de son homologue grec, Euclide Tsakalotos.

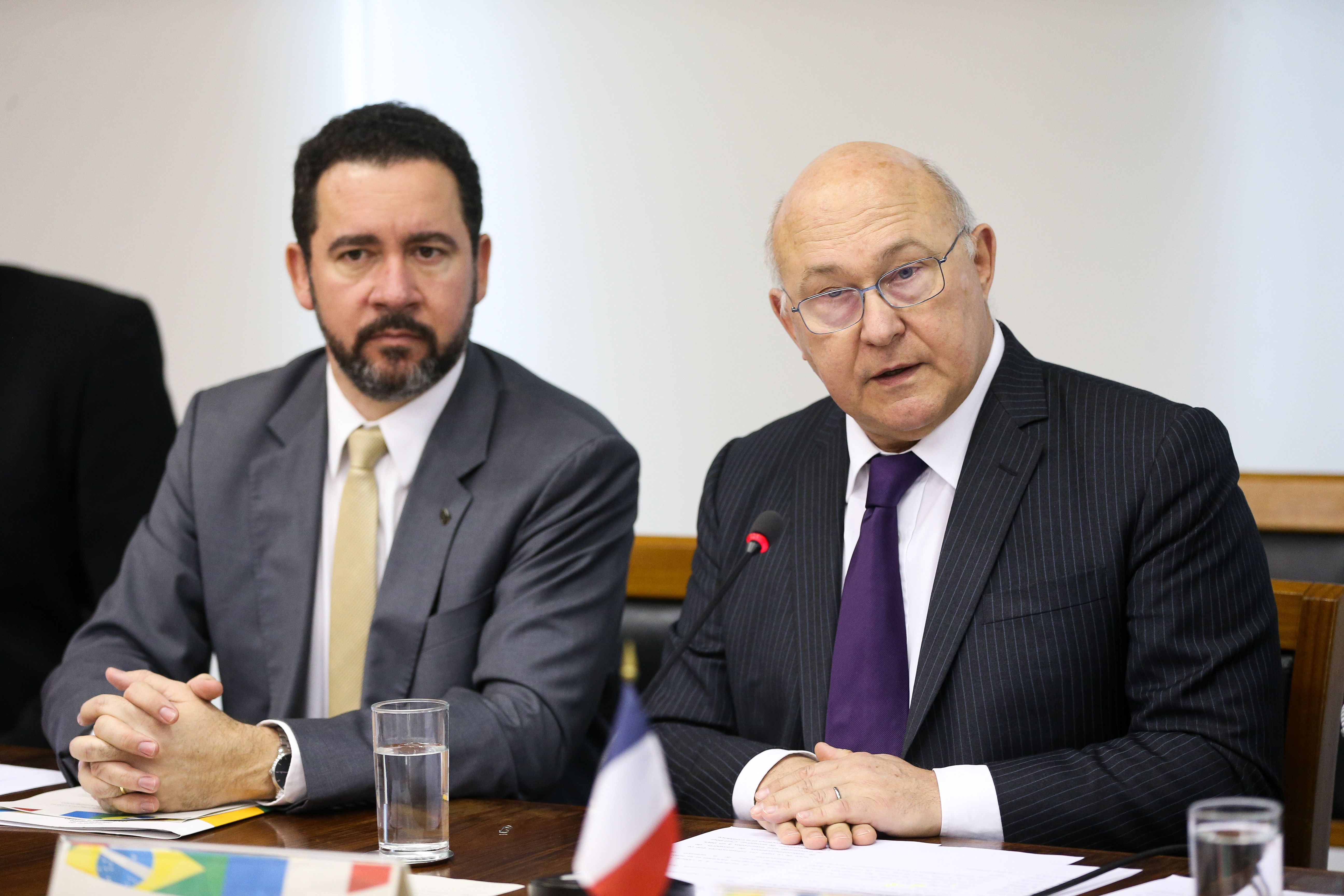
Michel Sapin en compagnie de Dyogo Oliviera, le ministre brésilien du Plan, du Budget et de la Gestion, en 2017.

Sur impulsion de François Hollande, lequel commande dès 2014 un rapport à Jean-Louis Nadal, président de la Haute Autorité pour la transparence de la vie publique, le cabinet de Michel Sapin élabore au cours de l'année 2015 un projet de loi sur la transparence, la lutte contre la corruption et la modernisation de la vie économique, plus communément appelé « loi Sapin II ». Parmi les thèmes abordés par le texte, la prévention et la sanction des pratiques de corruption, la protection des lanceurs d'alertes, ou encore l'encadrement des lobbies. Présenté en conseil des ministres le 30 mars 2016, le projet de loi a été définitivement adopté par le Parlement le 8 novembre 2016 par 308 voix pour, 171 contre, et 39 abstentions.
Aux côtés notamment d'Emmanuel Macron, il se positionne en faveur de la privatisation d'Aéroports de Paris (ADP).
Le 30 août 2016, après la démission d'Emmanuel Macron de son poste de ministre de l'Économie, il ajoute les fonctions de ce dernier à son portefeuille en cours, devenant ministre de l’Économie et des Finances,. Il est l'une des six personnalités à avoir participé à l'ensemble des gouvernements sous la présidence de François Hollande.

## Après le gouvernement: retour au secteur privé
Pendant la primaire citoyenne de 2017, il soutient Manuel Valls. À la suite de la défaite de ce dernier face à Benoît Hamon, Michel Sapin soutient le vainqueur de la primaire tout en l'appelant à défendre le bilan du quinquennat de François Hollande. Affirmant voter pour Benoît Hamon par « loyauté », il déplore toutefois que le candidat socialiste et certains de ses soutiens aient pu manquer de cette même loyauté vis-à-vis de François Hollande au cours de la campagne présidentielle.
En avril 2017, il annonce ne pas vouloir briguer de nouveau mandat de député.
À la rentrée 2017, après avoir été affecté au Conseil d'État, il devient collaborateur de François Hollande, lequel, en tant qu'ancien président, peut disposer de sept collaborateurs[pas clair]. En octobre 2019, il devient avocat au barreau de Paris, au sein du cabinet Franklin. La Haute Autorité pour la transparence de la vie publique (HATVP) l'autorise à devenir avocat avec de nombreuses réserves. Senior advisor, il indique qu'il doit travailler « avec des gouvernements étrangers pour la mise en place de dispositifs anticorruption, en Afrique notamment, et cela dans le cadre d'appels d'offres mondiaux ». Il affirme avoir prévenu tout conflit d'intérêts en excluant le rôle d'apporteur d'affaires, alors que la HATVP rapporte qu'il a présenté son rôle comme consistant « notamment à apporter de nouvelles affaires à son cabinet » ; Michel Sapin explique ne pas avoir la même définition du métier, qu'il présente comme consistant à « [rapporter] le mandat sans pour autant s'en occuper ensuite » — ce à quoi il dit se refuser —, alors que la HATVP assimile à cette fonction « un avocat qui obtient des mandats et qui travaille dessus ».

## Contentieux
Un contentieux a opposé la ville d’Argenton-sur-Creuse et l’opposition municipale au sujet des indemnités perçues par le maire et ses adjoints entre 2008 et 2014. Michel Sapin était maire de la commune entre 2008 et 2012, date de sa nomination dans le gouvernement de Jean-Marc Ayrault.
Les faits : les indemnités d’élus étaient majorées de 25 % en raison des dispositions réservés aux « villes touristiques ». Le statut de « ville touristique », instauré par un décret pris en 2008, nécessitait une confirmation par arrêté préfectoral. En raison d'une erreur administrative, la confirmation de cet arrêté n’a pas eu lieu.
En première instance, le Tribunal administratif de Limoges, saisi par l’opposition municipale, a annulé la délibération municipale exonérant les élus concernés de rembourser les sommes liées à la majoration des communes touristiques. Cette décision suit les conclusions du rapporteur public. Selon le juge administratif, la majoration des indemnités n’était donc plus juridiquement fondée. La ville d’Argenton-sur-Creuse a décidé d’interjeter appel de cette décision. En avril 2017, le tribunal administratif de Limoges rejette le recours de Michel Sapin qui avait été condamné en septembre 2016 au remboursement des indemnités versées entre 2008 et 2012. En appel, la Cour administrative d'appel de Bordeaux a annulé la décision du Tribunal administratif de Limoges et rejeté, comme infondées, les demandes de l'opposition municipale.

## Controverses
En 2016, Michel Sapin a été accusé par une journaliste de l'avoir agressée sexuellement, un an auparavant, lors du forum de Davos. La journaliste avait rapporté que Sapin aurait fait claquer l'élastique de sa culotte. Michel Sapin avait vigoureusement contesté les accusations portées à son encontre. Cependant, sous l'effet de la pression médiatique grandissante et des débats intenses entourant cette affaire, il a finalement reconnu avoir eu un comportement qu'il a lui-même décrit comme étant "inapproprié".
Cette affaire a eu des répercussions importantes, suscitant des débats sur le harcèlement sexuel et les comportements inappropriés au sein de la sphère politique.

## Détails des mandats et fonctions

### Fonctions au sein du Parti socialiste
- 1997-1998 : Secrétaire national aux questions économiques
- 1998-2000 : Secrétaire national à l'emploi
- 2003-2008 : Responsable national à la Trésorerie auprès du Premier secrétaire
- février 2007 - octobre 2012 : Secrétaire national à l'économie et à la fiscalité

### Mandats municipaux et communautaires
- 1989-1994 : Conseiller municipal de Nanterre
- 1995-2001 : Maire d'Argenton-sur-Creuse
- 2001-2002 : Premier adjoint au maire d'Argenton-sur-Creuse
- 2002-2004 : Maire d'Argenton-sur-Creuse
- 2004-2007 : Premier adjoint au maire d'Argenton-sur-Creuse
- 2007-2012 : Maire d'Argenton-sur-Creuse
- Depuis 2012 : Adjoint au maire d'Argenton-sur-Creuse

### Mandat départemental
- 1998-2004 : Conseiller général de l'Indre

### Mandats régionaux
- 1981-1986 : Conseiller régional du Centre
- 1998-2000 : Président du Conseil régional du Centre ; démission après son entrée au gouvernement
- 2004-2007 : Président du Conseil régional du Centre ; démission après son élection comme député

### À l’Assemblée nationale
- 1981-1986 : Député de la 1re circonscription de l'Indre
- 1986-1988 : Député des Hauts-de-Seine
- 1988-1991 : Député de la 4e circonscription des Hauts-de-Seine
- 02/04/1988 au 14/05/1988 : Vice-président de l'Assemblée nationale
- 1988-1991 : Président de la commission des lois
- 2007-2012 : Député de la 1re circonscription de l'Indre

### Fonctions ministérielles
- 1991-1992 : Ministre délégué à la Justice
- 1992-1993 : Ministre de l'Économie et des Finances
- 2000-2002 : Ministre de la Fonction Publique et de la Réforme de l'État
- 2012-2014 : Ministre du Travail, de l'Emploi, de la Formation Professionnelle et du Dialogue social
- 2014-2016 : Ministre des Finances et des Comptes publics
- 2016-2017 : Ministre de l'Économie et des Finances

### Fonction nominative
- 1994-1995 : Membre du Conseil de la politique monétaire de la Banque de France
- 1998-2000 : Premier vice-président de l'association des régions de France
- 2004-2007 : Président d'Avenir rail

## Publications
- L’Écume et l'Océan, Chronique d'un ministre du travail par gros temps, Paris, Flammarion, 2014, 279 p.  (ISBN 2081333708)
- Jamais sans l'Europe ! Entretiens croisés de deux Européens convaincus, avec Wolfgang Schäuble (Propos recueillis par Dominique Seux et Ulrich Wickert), Paris, éditions Débats Publics, 2016, 245 p.  (ISBN 9782916962962)

### Préface
- Julien Briot-Hadar, Dans les méandres de la fraude fiscale, Legitech, 2022, 160 p.  (ISBN 2919814478)

## Distinction
- Grand-croix de l'ordre de l'Aigle aztèque (Mexique), le 26 septembre 2016[54].